# Meng Wanzhou
Meng Wanzhou, także Sabrina Meng i Cathy Meng (ur. 13 lutego 1972 w Chengdu) – chińska menedżer i przedsiębiorca, dyrektor finansowy oraz jeden z dyrektorów wykonawczych koncernu Huawei.
W 1992 ukończyła koledż i przez rok pracowała w People’s Construction Bank of China (od 1996 znanym jako China Construction Bank; obecnie jest to drugi co do wielkości bank na świecie). Następnie pracowała w Huawei, początkowo jako sekretarka. W 1997 rozpoczęła studia magisterskie na Uniwersytecie Naukowo-Technicznym Huazhong (inaczej Środkowochińskim Uniwersytecie Naukowo-Technicznym). W 1998 wróciła do pracy w Huawei i przed objęciem posady dyrektora finansowego pracowała, między innymi, na stanowiskach dyrektora departamentu rachunkowości międzynarodowej, dyrektora finansowego oddziału Huawei w Hongkongu oraz prezesa działu finansowego.
W dniu 1 grudnia 2018 r. Meng została aresztowana w Kanadzie na wniosek Stanów Zjednoczonych za rzekome oszustwo wielu instytucji finansowych (w tym banku HSBC), które naruszyły nałożone przez USA zakazy dotyczące postępowania z Iranem. Już 11 grudnia zwolniono ją z aresztu i zastosowano areszt domowy z dozorem elektronicznym. 28 stycznia 2019 r. Departament Sprawiedliwości Stanów Zjednoczonych ogłosił zarzuty oszustw finansowych przeciwko Meng i zgłosił się z wnioskiem ekstradycyjnym. Sprawa Meng pogorszyła relacje między Kanadą a Chińską Republiką Ludową, m.in. 25 czerwca 2019 r. Chiny zablokowały import kanadyjskiej wieprzowiny, a 19 czerwca 2020 r. chińskie władze zatrzymały dwóch kanadyjskich obywateli pod zarzutem szpiegostwa.
24 września 2021 r. Wanzhou i amerykański Departament Sprawiedliwości zawarli porozumienie o warunkowym zawieszeniu postępowania o oszustwo, będące podstawą wniosku ekstradycyjnego Meng Wanzhou w Kanadzie. Jednocześnie władze Chin uwolniły dwóch więzionych Kanadyjczyków. Następnego dnia zwolniona Wanzhou wróciła do Chin, gdzie była witana przez tłumy na lotnisku w Shenzhen.

## Życie prywatne
Jest córką Ren Zhengfei, założyciela i prezydenta Huawei, oraz jego pierwszej żony Meng Jun.
W wieku 16 lat, po rozwodzie rodziców, zmieniła nazwisko na nazwisko swojej matki.
Brak danych o jej pierwszym mężu, z którym ma trzech synów. Od roku 2007 jej drugim mężem jest Liu Xiaozong, z którym ma córkę.
W latach 2001–2009 była rezydentem Kanady. W dalszym ciągu, razem z mężem, posiada w Vancouver dwa domy.
W roku 2011 przeszła operację usunięcia nowotworu tarczycy.